# アルバイーン
アルバイーン（アラビア語: الأربعين, al-Arbaʿīn, アル＝アルバイーン）はアラビア語の基数詞「40」ならびに序数「40番目」の属格・対格形ならびに口語形である أَرْبَعِين（arbaʿīn, アルバイーン） に定冠詞 اَلْ（al-, アル＝） を接頭したもので、イスラーム・シーア派の祭日の一つを呼ぶ名称として用いられている語である。日本語のカタカナ表記では「アルバイン」もしばしば見られる。
（アル＝）アルバイーンはシーア派第3代イマームである（アル＝）フサインの殉教日（アーシューラー）から40日後の喪明けの追悼行事で、毎年イスラーム暦（ヒジュラ暦）2月（サファル月）20日に行われている。
イランでは祝祭日に含まれるが、ヒジュラ暦は暦調整が行われないことから太陽暦であるグレゴリオ暦のカレンダーにおいては毎年ずれることとなる。

## 歴史

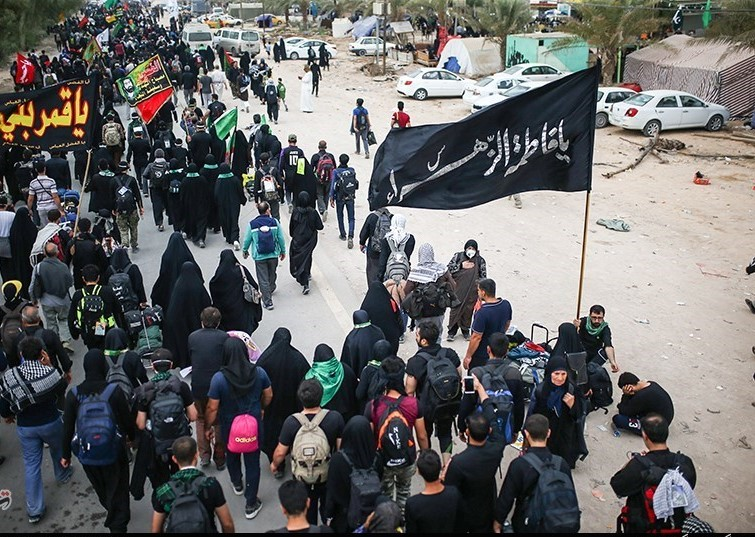
ナジャフ-カルバラールートを進む人々

シーア派第3代イマームである（アル＝）フサイン・イブン・アリーとその一族・一行はイスラーム暦（ヒジュラ暦）イスラーム暦（ヒジュラ暦）61年1月（ムハッラム月）10日にカルバラーの戦いで戦死。この日はアラビア語の数詞「10」から派生したアーシューラーと呼ばれ、シーア派信徒らにとっては最大級の追悼行事を行う日となっている。
この日から40日が経過し喪が明けた際、預言者ムハンマドの教友でもあった جَابْرُ بْنُ عَبْدُ اللهِ（Jābir ibn ʿAbd Allāh/ʿAbdullāh, ジャービル・イブン・アブドゥッラー）や（アル＝）フサイン・イブン・アリーの遺族らが埋葬場所（墓所）を訪れるという出来事があり、これが（アル＝）アルバイーン行事の原形になったとされている。

## カルバラー巡礼と徒歩行進

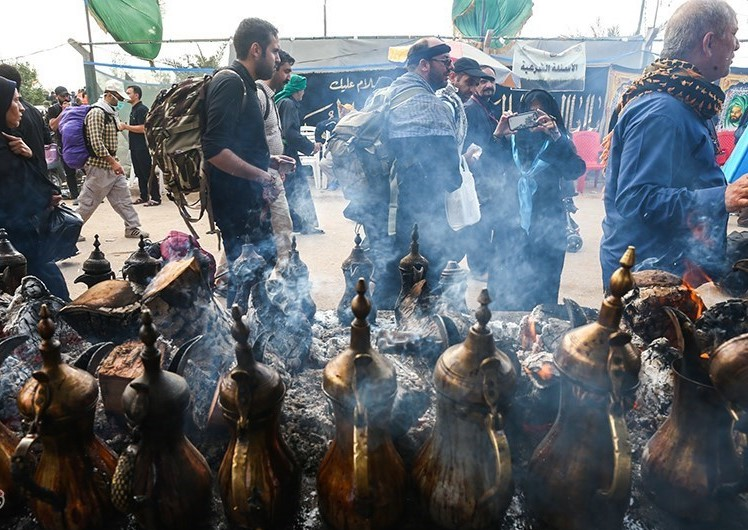
アルバイーン巡礼道中での飲食物提供

シーア派信徒はこの日に合わせイラクのカルバラーにある（アル＝）フサイン廟に集まり参詣を行う。
カルバラーへ向かう徒歩の列は(アル＝)アルバイーン行進、英語ではArbaeen Walkなどと呼ばれており、イラク国内では مِنَ الْبَحْرِ إِلَى النَّحْرِ（min al-baḥr ilā al-naḥr, 実際の発音：ミナ・ル＝バフル・イラ・ン＝ナフル, 「海から虐殺(の地)へ」）というスローガンのもと、南部（アル＝）バスラ県最南端の رَأْس البِيشَة（Raʾs al-Bīsha, ラアス・アル＝ビーシャ）の海辺からカルバラーまでの道程を人々が行進する。
老若男女、親に抱かれたりベビーカーに乗せられるなどした乳幼児、車椅子を押してもらい巡礼行に加わる者らが一斉にカルバラーを目指し、沿道には三食・果物・菓子・飲料等を提供する拠点や宿泊所・休憩所が並びイラク国内外のシーア派信徒らが参詣客にサービスを提供、期間中奉仕活動を続ける。
アーシューラーやアルバイーンにおけるカルバラー参詣はサッダーム・フセイン政権下で禁止され、強行した者・秘密裏に行おうとした者たちが処刑されるなどしていたが、2003年の政権崩壊直後に再開。2022年に2000万人規模、2024年に21,480,525人がイラク国内外からカルバラーに集まる巨大行事となっており、その総数は年々増加している。
現在ではシーア派政権であるイラク政府が積極的に認知する行事であり、事故防止・テロ防止のため国軍・準軍事組織等による厳戒な警備体制の下で行われ、国営テレビ局でも長時間にわたり特番を放送するなどしている。

## 他の宗教
国内統合と各宗派融和を進める現在のイラクではシーア派以外の参加も歓迎されており、スンナ派イスラム教徒、キリスト教徒らの参加が見られる。参詣客に飲食物や各種サービスを提供するテントの運営を行っている団体も存在する。